# Sector asegurador en España
Véase también Seguros (desambiguación).
Por sector asegurador hay que entender por una parte al conjunto de entidades y organismos que participan en este mercado, así como sus prácticas, cuya finalidad última es trasladar los riesgos a que están sometidos los particulares a una empresa con capacidad económica suficiente para soportarlos.

## El sector asegurador

### Funciones del seguro
El seguro desempeña un papel fundamental en la economía del país; favorece el desarrollo económico, y, a su vez, este impulsa el desarrollo del seguro. El seguro es una clara expresión de la evolución macroeconómica de un país y con frecuencia la recaudación de primas se utiliza como indicador económico.
La forma en que el sector asegurador aporta sus servicios a la sociedad son entre otras las siguientes:
- Fomenta la propensión a la inversión productiva de fondos ajenos.
- El coste del seguro se capitaliza e invierte, a su vez, en la economía nacional, constituyendo un poderoso instrumento de fomento y captación del ahorro.
- El seguro juega un papel importante en materia crediticia, refuerza la posición del acreedor hipotecario; por ello se suele exigir al deudor que asegure el bien que garantiza el crédito.

### Rasgos propios del sector asegurador
El sector asegurador se diferencia de otros sectores en que para acometer su actividad, necesita un capital fijo relativamente pequeño y además cobra por adelantado los servicios que presta (seguridad). Por eso, teóricamente, sus necesidades técnicas de financiación son pequeñas. El tiempo juega a favor del asegurador, ya que el coste correspondiente(la siniestralidad) se reparte posponiéndose y dando lugar, entretanto, a un cúmulo de ahorro que forman las provisiones técnicas; 
Desde un punto de vista financiero, el tomador de una póliza de seguros es un prestamista que proporciona un crédito al asegurador para que fabrique el producto (la seguridad), convirtiéndose el asegurador en un mero colocador de los fondos que no se consumen periódicamente de entre todos aquellos que le han sido prestados.
La actividad aseguradora, convierte en inversión a largo plazo lo que, en general, no fue considerado ahorro por el contratante del seguro. Sin embargo, desde el punto de vista financiero se trata de un ahorro muy estable y a largo plazo.

## Regulación legal
La regulación del seguro privado en España se contiene básicamente en la Ley de Ordenación del Seguro Privado, que transpone al ordenamiento interno la Directiva europea 98/78/CE.

## Entidades participantes en el sector asegurador
El sector asegurador español está integrado por tres grandes bloques de empresas, dejando fuera a la Seguridad Social dadas sus características propias y diferenciadas:
- Entidades aseguradoras privadas: Revisten la forma de sociedades anónimas, mutuas, cooperativas o delegaciones en España de sociedades aseguradoras extranjeras.
- Mutualidades de Previsión Social: Hasta 1984 habían venido funcionando con base en principios de solidaridad y hermandad, inspirados en los movimientos puramente mutualistas, sin la suficiente base actuarial. A partir de este año, la ley intenta dotar a estas entidades de un mayor grado de garantía y seguridad, exigiéndoles que su actuación se desenvuelva con criterios técnicos, similares a los de las demás entidades aseguradoras.
- El Consorcio de Compensación de Seguros: Entidad de derecho público con personalidad jurídica propia, adscrita a la Dirección General de Seguros, que tiene por objeto cubrir los riesgos extraordinarios sobre las personas y los bienes y otros riesgos especiales.

## Empresas de seguros
Las empresas de seguros pueden definirse como aquellas empresas cuya actividad económica consiste en producir el servicio de seguridad cubriendo determinados riesgos económicos (riesgos asegurables) a las empresas y los particulares.
Las empresas de seguros son las personas jurídicas que, constituidas de conformidad con lo dispuesto por la legislación correspondiente, están especializadas en producir el servicio de seguridad para cubrir determinados riesgos; en el sistema financiero tienen características muy peculiares que las diferencian de las empresas de otros sectores de la economía e incluso con las restantes empresas financieras. 
Emiten como activo financiero específico las pólizas o contratos de seguros, obteniendo financiación mediante el cobro del precio o prima del seguro, y constituyen las oportunas reservas (operaciones pasivas) a la espera de que se realice el pago de la indemnización o prestación garantizada (suma asegurada), bien porque ha ocurrido el daño o pérdida indemnizable (siniestro) según el contrato suscrito, o bien porque se estima su posible ocurrencia por métodos y procedimientos actuariales. Estas reservas se denominan provisiones técnicas y son invertidas por las empresas de seguros normalmente en activos reales (inmuebles) o en otros activos financieros (títulos o valores mobiliarios, operaciones activas).
También deben constituir reservas o provisiones técnicas para desviaciones en la siniestralidad en los años económicamente favorables o positivos. Existe la posibilidad de distribuir los riesgos asumidos entre otras empresas de seguros y reaseguros, así se consigue la rebaja de los riesgos, más fácilmente controlable.

## Clases de empresas aseguradoras
Según la Ley la actividad aseguradora únicamente puede ser realizada por entidades privadas que adopten la forma de:
- Sociedades anónimas.
- Mutuas que suponen la asociación de personas constituidas con la finalidad de asumir la cobertura colectiva y mancomunada frente a riesgos individuales de sus asociados, al mínimo coste y sin afán de lucro. Se distingue entre mutuas a prima fija y a prima variable.
- Cooperativas: En cuanto cooperativas se sujetan a la Ley de cooperativas, y en cuanto empresas de seguros a la Ley de ordenación del seguro privado. También pueden ser de prima fija o variable.
- Mutualidades de Previsión Social: Son entidades que operan al margen del régimen de cobertura de la Seguridad Social, ejerciendo el seguro de carácter voluntario, para proteger a sus miembros contra circunstancias o acontecimientos de carácter fortuito y previsible. No tienen ánimo de lucro y operan a prima fija o variable. Están sometidas a limitaciones en su actividad, si bien la Dirección General de Seguros puede autorizar la ampliación de sus actividades por encima de aquellas.

## El control de la actividad aseguradora
Como ya se ha comentado anteriormente, en el sector del seguro a diferencia de lo que ocurre en otros sectores de la vida económica, el ciclo de producción se invierte: primero se cobran las primas y después se pagan los siniestros; una segunda circunstancia a tener en cuenta es que los contratos de seguros son a largo plazo y de tracto sucesivo, especialmente en los seguros sobre la vida, y que afecta a un elevado número de personas, muchas de ellas, de economía de modesta. Todo ello hace indispensable controlar que las sumas percibidas por los aseguradores se destinan a sus fines, o sea el arreglo de siniestros, lo cual exige comprobar de modo general la solvencia de las empresas, para que esté garantizada la posibilidad de cumplir los compromisos que han contraído.
Las actuaciones de control de las empresas aseguradoras se llevan a cabo por  la Dirección General de Seguros, encuadrada en el Ministerio de Economía y Hacienda y se basa fundamentalmente en las siguientes directrices:
1. Regular las condiciones de acceso y ejercicio de la actividad aseguradora, potenciando las garantías financieras previas de las entidades y consagrando el principio de solvencia.
2. Sanear el sector evitando, en la medida de lo posible, que las entidades aseguradoras se deslicen hacia la insolvencia. En supuestos de dificultad para las mismas, adoptar las medidas correctoras y en su caso rehabilitadoras que produzcan el mínimo perjuicio para los asegurados y empleados.
3. Protección al máximo de los intereses de los asegurados y de los beneficiarios amparados por el seguro, no sólo mediante la actividad de vigilancia sobre las entidades aseguradoras, sino con diversas medidas entre las que destaca la preferencia de sus créditos frente al asegurador, la configuración de comisiones de conciliación para resolver, las divergencias entre asegurados y aseguradores en relación con siniestros de pequeña cuantía, y la tutela de la libertad de los seguros y elegir asegurador.
4. Por último, sobre la mediación de seguros y reaseguros se encuentran adaptadas a las orientaciones y prácticas internacionales. También se institucionalizarán oficialmente determinadas actividades profesionales relacionadas con el seguro, como los peritos-tasadores, los comisarios y los liquidadores de averías.